# 奥尔恰诺-迪佩萨罗
奥尔恰诺-迪佩萨罗（義大利語：Orciano di Pesaro），是意大利佩薩羅和烏爾比諾省的一个已废置的市镇。总面积23.78平方公里，人口2210人，人口密度92.9人/平方公里（2008年）。ISTAT代码为041040。
2017年1月1日该市镇与其他市镇一起合并为新的Terre Roveresche市镇。